# Kamal Elekberov
Kamal Elekberov (en azerí: Kamal Ələkbərov; Füzuli, 20 de marzo de 1928 – Bakú, 21 de mayo de 2009) fue un escultor y pintor de Azerbaiyán, Artista del pueblo de la República de Azerbaiyán.

## Biografía
Kamal Elekberov nació el 20 de marzo de 1928 en Füzuli. En 1948 se graduó de la escuela estatal de arte de Azerbaiyán. En 1948-1954 estudió en la Universidad Estatal de Arte de Moscú. Él fue autor de los monumentos de Yafar Yabbarlí, Ilyas Afandiyev, Mirzaagha Aliyev, Arif Malikov, Latif Karimov, Ajami Najichevani. Kamal Elekberov recibió el título “Artista del pueblo de la República de Azerbaiyán” en 2002.
Kamal Elekberov murió el 21 de mayo de 2009 en Bakú.

## Premios y títulos
- Artista de Honor de la RSS de Azerbaiyán (1982)
- Artista del pueblo de la República de Azerbaiyán (2002)[2]